# Reial Mestrança de Cavalleria de València
La Reial Mestrança de Cavalleria de València és un cos nobiliari creat el 1690, anàlogament a les mestrances de Sevilla i Granada, per a instruir i ensinistrar en els exercicis eqüestres els joves de la noblesa de la ciutat i del regne de València i per a organitzar justes, torneigs i curses de braus. El seu govern és a càrrec d'un germà major, que ha de ser un membre de la casa reial i que des de Ferran VII ha estat sempre el rei. Per a ingressar-hi cal provar la noblesa i armories dels quatre primers cognoms. Manté una intensa relació amb l'exèrcit espanyol, especialment amb el regiment Lusitania 8.
Té la seva seu a la Casa-Palau de la Real Mestrança, a la plaça Nules al barri de la Seu de València, davant del palau dels Català de Valeriola. Es tracta d'un edifici barroc del segle xviii, reformat completament el 1850 en estil neoclàssic per l'arquitecte Salvador Monmeneu, on destaquen l'escala principal i el saló del tron amb sostre enteixinat. El 2013 es va acordar la seva obertura al públic.
El seu distintiu és un escut circular de gules amb dos cavallers a cavall justant, l'un d'or i l'altre d'acer, una bordura d'argent amb el lema en llatí Equestris labor nobilitati decus (L'equitació és el deure de la noblesa) de sable i timbrat d'una corona reial, sobre un fons de diferents armes i dos banderins amb les armes de Castella i Lleó.